# 官僚

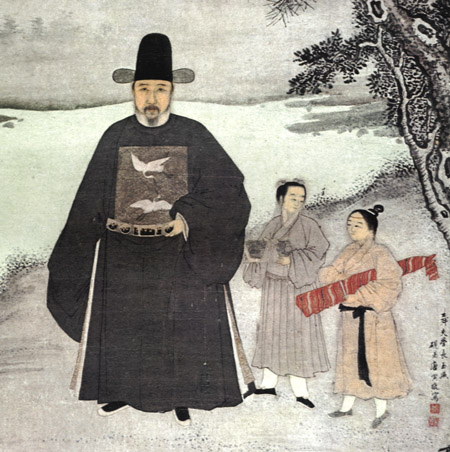
明朝的官員。當時葡萄牙人稱為Mandarin

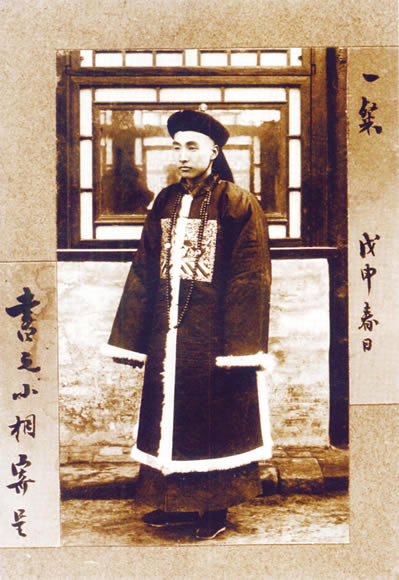
清朝照片中身着补子的官员

官僚，亦稱官员、官吏或官宦，在现代公務員体系中，一般是政府机构内担任一定领导职务的政府人员，在傳統東亞政坛則通常指有官品的政府行政人員。相較於沒有品秩的政府公务员稱作吏，官和吏的另一個重要的分別是官有固定的薪水，而吏則大多情況下沒有（少數例外，如在王安石變法時，有發薪給中央的吏的作法）。
各国政府对官员选拔、任命、升迁、职权、待遇会形成相应的制度。古代官员的任用除君主任命外:98，多来自于世袭、蔭襲、推荐、官職買賣（捐納）、科举等途径。现代官员（公务员）的任用多来自公务员考试、选举等方式。
英國人稱呼中國的官為Mandarin，該詞來源於印度梵文曼怛罗，經由馬來文與葡萄牙文，輾轉傳入英文。

## 古代

### 东亚

#### 中国
中国自先秦時代起，朝廷即形成稳定的官员任用制度。在中國歷史上大多時期，官位不論中央或地方官，一共分作九品，一品地位薪俸最高，九品最低。此外宋朝之後，有很多種官，僅是用來酬庸人物而不具有實效的，是谓加官。在自秦以来的，中国專制皇權、中央集权下的官僚体系有等级森严、服从第一、变通有节等特点:98。中央官员个人的顶点，即是成为权臣，取代君权，掌握国家最高政治權力。
兩漢時代，機關長官獨稱「官」，屬官稱「吏」；合稱官吏。汉武帝时期的中央政府官员选拔制度开始使用察举制。曹魏开始使用的九品中正制沿袭到唐朝。唐朝中業以後，官員大多數出自於科舉。至1905年的清末废除科举。除科举外，蔭襲、推荐、官職買賣（捐納）亦是任用官员的形式。中国古代女性则不能参加科举，亦不能担任官职，在宫廷内服务的则是女官。
唐朝以来，科举出身的官员與以從事實務起家、数量更为庞大的胥吏之間有極大的差異，彼此之間不能昇降，而僅僅在元朝有讓吏昇作官的管道。百姓或下属都称官长为“大人”，官员的儿子被稱為衙内。明成祖時，規定曾當吏者不能當御史、考進士，於中國人流品觀念「吏」開始被人看不起。
中国自春秋时期，即豢养門客之风，战国时期进入高峰。秦汉以后，形成幕僚阶层。在此背景下，中国古代地方政府设置官员编制过少。以清代最基层的行政单位县为例，全国总计州县数目1448个，包括学官在内的辅助职官数目为5526员。一位知县或知州的辅助职官不超过四人:98。

### 欧洲

#### 英国
17世纪中叶之前，英国为封建君主專制国家。英国国王拥有立法权和行政权，官员由国王任命。官员的选用、升迁凭借门第、出身和对国王的忠诚。官员既是国王的臣仆。1688年，光荣革命后，英国议会成为英国最高权力机关，逐步获得最高国家权力。此时，英国国王尚拥有录用官员的权力。1694年，英国议会通过一项税务人员不得参加议会的法令。《1701年嗣位法令》规定，从汉诺威王朝以后，凡领取皇家薪俸和养老金的官员都不能成为议员。此后规定政府部门官员除少数高级官员外，要保持行政中立，不得参加党派的政治活动。英国通过一系列的法令，使政务官和事务官区分开:98—99。
英国的两党制在19世纪逐步成熟，而执政党更迭带来的官员大规模替换使政府工作混乱。1805年，为保证内阁更迭时的政府工作稳定，英国财政部首先任命了一位常务次官。这位常务次官不得参加政党活动，亦不因内阁更迭而替换。其后，各部相继设立常务次官。19世纪中叶至1870年代初，英国文官制度形成并确立。其后又有多次改革完善文官制度:99—101。

## 現代
今日的公家機關的管理人員稱為公務員，但也有不少民眾習慣稱之為官，或者「大人」，例如「市長大人」，大多帶有諷刺蔑視之意味。在英國、日本這類保持君主、帝王稱號的國家，官員大都稱為大臣、官。世袭政治家亦是各国常见现象。

## 以Mandarin指代官僚

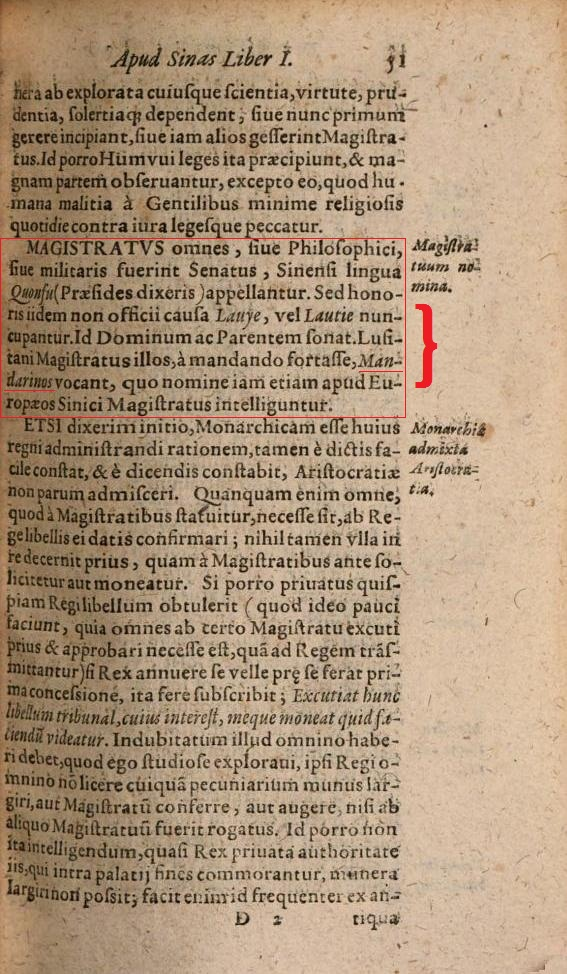
明朝1617年出版的《利玛窦中国札记》第一次出現“Mandarin”（Mandarinos）這個詞， 從而證實Mandarin（曼達林、中國官僚、官話）和滿洲人毫無關係，更不是“滿大人”的意思

葡萄牙語中的mandarim，後在多種歐洲語言拼寫mandarin。較早見於約1524-1536年葡萄牙皮莱资使團在明朝被囚禁時寫的信札。信札中該詞以複數形式出現數次，有時以ĩ以及ỹ標注n/m鼻音化尾音：mandarĩs， manderĩs，manderỹs，有時沒尾音:mandaris，manderys，mandarys。其詞源，早期學者望文生義誤以為是拉丁文mandare（指令）。現代字典同意葡萄牙人是從馬來語menteri（朝臣、部長）借詞，馬來語menteri又借詞自梵語mantrin （天城體मंत्री，意為部長，與梵語mantra曼怛罗同源）.該詞可能由住在馬六甲蘇丹國的葡萄牙人造詞。
在十六世紀中期Mandarin一詞尚未主流時，歐洲人旅行者圈中“Loutea”及類似拼寫指代明朝官僚。葡萄牙荷蘭殖民史專家博克舍指出詞源是“老爷”（廈門話: ló-tia; 泉州話: lāu-tia）。

## 另見
名稱以開頭的所有条目